# Olkowo
Olkowo – wieś w Polsce położona w województwie warmińsko-mazurskim, w powiecie elbląskim, w gminie Godkowo.
W latach 1975–1998 miejscowość położona była w województwie elbląskim. Miejscowość leży w historycznym regionie Prus Górnych.
Olkowo jest położone o 27 km od Pasłęka i 6 km od Ornety. Do 1945 r. wieś nazywała się Alken i należała do parafii Dobry. Pierwsze wzmianki o wsi pojawiają się w roku 1436 - jest ona wymieniona w księgach czynszowych jako dobra Prusa Jurge Wobina wraz z pobliskimi Podągami. W 1945 została w połowie zniszczona zabudowa wioski. Wojenną pozostałością są znajdujące się za wsią okopy artyleryjskie. Koło Olkowa położone są dwa dawne niemieckie cmentarze - jeden w lesie przy wjeździe do wsi od strony Łępna, z II poł. XIX w., drugi natomiast znajduje się w połowie polnej drogi ze wsi do Podąg - z I poł. XIX w. Po wojnie ograbiony i zdewastowany. Obecnie w tym miejscu postawiono krzyż.